# Спиридонов, Виктор Павлович
Виктор Павлович Спиридонов (20 июня 1931 — 30 марта 2001) — российский учёный в области физической химии, один из создателей метода высокотемпературной газовой электронографии, лауреат Государственной премии СССР (1973).

## Биография
В.П. Спиридонов родился в Москве 20 июня 1931 г. в семье химика Павла Марковича Спиридонова (1902–1995 гг.), мать — Ольга Григорьевна Спиридонова. С началом Великой Отечественной войны в 1941 г. был эвакуирован в г. Саратов, где проживал до 1944 г.. По возвращении в Москву продолжил учёбу в школе, окончил её в 1949 г. и в том же году поступил на химический факультет МГУ. Окончил факультет с отличием в 1954 г., сразу после чего начал работать в лаборатории электронографии кафедры физической химии в должности младшего научного сотрудника. В 1958 году успешно защитил кандидатскую диссертацию, в 1959 г. и 1962 г. посетил Югославию и Польшу с научно-туристическими поездками. В 1963 г. стал старшим научным сотрудником, в 1966 г. вступил в КПСС, с 1969 г. — доктор химических наук.
Работал в должности профессора по кафедре физической химии (1971–2001), заведовал лабораторией электронографического исследования строения молекул химического факультета МГУ (1964–2001).

Был женат, воспитал дочь. Похоронен в Москве на Донском кладбище (1 уч.).

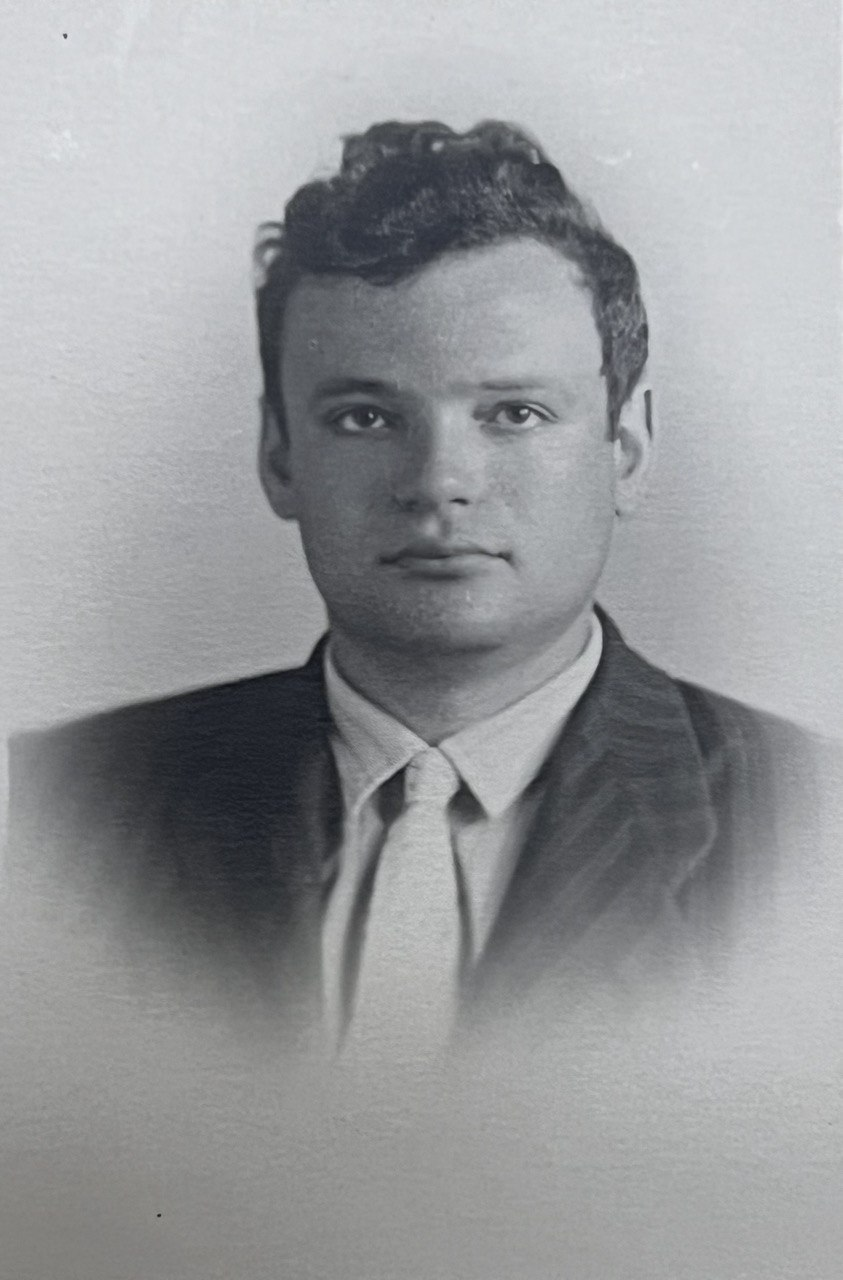
В.П. Спиридонов в 1964 г.

## Научные исследования
Области научных интересов — теория строения и динамика молекул, квантовая химия, структура молекул неорганических соединений. В.П. Спиридонов — один из основоположников метода газовой электронографии. Он создал школу исследователей строения молекул и изучил структуру многих неорганических соединений в газовой фазе.
Темы диссертаций:
·       Кандидатская — «Электронографическое исследование молекул галогенидов элементов второй группы Периодической системы элементов Д. И. Менделеева».
·       Докторская — «Исследование молекул неорганических соединений методом газовой электронографии и некоторые закономерности в их строении».
В период с 1955 по 1975 гг. в журнале ДАН СССР, Журнале физической химии, Журнале структурной химии, журнале «Кристаллография» при участии В.П. Спиридонова было опубликовано множество статей серии «Электронографическое исследование строения молекул»: галогенидов цинка, кадмия, двухвалентных ртути, олова, свинца, элементов 2-й группы Периодической системы Д.И. Менделеева, сульфида бора, окиси бора, труднолетучих и многих других неорганических соединений.
На химическом факультете МГУ читал курс «Математическая обработка физико-химических данных» и «Молекулярные колебания в электронографии» в рамках курса «Теоретические основы газовой электронографии». Совместно с А.А. Лопаткиным написал учебное пособие «Математическая обработка физико-химических данных». Заведовал учебно-научным отделом газеты «Советский химик».
Под руководством В.П. Спиридонова защищено 24 кандидатские диссертации, 4 его ученика стали докторами наук. Под его авторством опубликовано около 300 научных работ.

## Награды
Лауреат Государственной премии СССР (1973) — в составе авторского коллектива за разработку нового метода высокотемпературной газовой электронографии и использование его для изучения строения неорганических молекул при температурах до 2500 °С.
Награждён медалью «За трудовую доблесть» (1986).
Неоднократно удостаивался премий Минвуза СССР и ВХО им. Д.И. Менделеева.
В честь 100-летия со дня рождения В.И. Ленина награждён почётной грамотой Объединённого Профкома МГУ.